# 塞利切維察山
塞利切維察山是塞爾維亞的山峰，位於該國中部，鄰近尼什，屬於洛多皮山脈的一部分，長15公里、寬6公里，海拔高度903米，該山峰長滿橡樹、山毛櫸和榛樹。